# 社会主义青年阵线
社会主义青年阵线（丹麥語：Socialistisk UngdomsFront，缩写为SUF）是丹麦的一个独立的极左翼青年组织，与团结名单－红绿联盟有合作关系。该组织成立于2001年，由青年组织反叛者和团结名单－红绿联盟的青年组织合并而成。该组织的意识形态是革命社会主义。该组织的总部位于哥本哈根。该组织实行集体领导。该组织出版杂志《前进》和内部新闻通讯《鲜花和路障》。该组织曾是欧洲民主青年左翼网络的成员。2019年，该组织有635名成员。